# Attila Kaposi
Attila Kaposi (* um 1984) ist ein ungarischer Badmintonspieler. 

## Karriere
Attila Kaposi gewann von 2001 bis 2003 sieben ungarische Juniorentitel. 2004 war er erstmals bei den Erwachsenen erfolgreich. Ein weiterer Titelgewinn folgte 2006.

## Sportliche Erfolge
| Saison | Veranstaltung                              | Disziplin    | Platz | Name                             |
| ------ | ------------------------------------------ | ------------ | ----- | -------------------------------- |
| 2001   | Ungarn: Einzelmeisterschaften der Junioren | Herreneinzel | 1     | Attila Kaposi                    |
| 2001   | Ungarn: Einzelmeisterschaften der Junioren | Herrendoppel | 1     | Attila Kaposi / Henrik Tóth      |
| 2002   | Ungarn: Einzelmeisterschaften der Junioren | Herreneinzel | 1     | Attila Kaposi                    |
| 2002   | Ungarn: Einzelmeisterschaften der Junioren | Herrendoppel | 1     | Attila Kaposi / Henrik Toth      |
| 2003   | Ungarn: Einzelmeisterschaften der Junioren | Mixed        | 1     | Attila Kaposi / Zsuzsanna Kovács |
| 2003   | Ungarn: Einzelmeisterschaften der Junioren | Herreneinzel | 1     | Attila Kaposi                    |
| 2003   | Ungarn: Einzelmeisterschaften der Junioren | Herrendoppel | 1     | Attila Kaposi / Henrik Toth      |
| 2004   | Ungarn: Einzelmeisterschaften              | Herrendoppel | 1     | Henrik Tóth / Attila Kaposi      |
| 2006   | Ungarn: Einzelmeisterschaften              | Herreneinzel | 1     | Attila Kaposi                    |